# Эйткен, Лорел
Лорел Эйткен (англ. Laurel Aitken; 22 апреля 1927 - 17 июля 2005) — ямайский певец кубинского происхождения, который способствовал распространению по всему миру не только ска, но и в целом ямайской культуры как таковой.

## Биография
Эйткен родился на Кубе и переехал на Ямайку в середине 1950-х. Начав выступать как ритм-энд-блюзовый исполнитель, он стал одним из родоначальников ска в конце 1950-х гг. На Ямайке в конце 1950-х и начале 1960-х записывается у знаменитых продюсеров Дюка Рейда и Лесли Конга. В 1960 Эйткен едет в Великобританию и выпускает свои записи на только что открытом лейбле Blue Beat. «Boogie Rock» Лорела Эйткена стал первой продукцией Blue Beat. На этом же лейбле Эйткен выпустил такие хиты как «Zion City», «Bad Minded Woman» и «You Left Me Standing».

## Дискография
- Ska With Laurel, 1965
- Fire, 1969
- The High Priest Of Reggae, 1970
- Ringo the Gringo, 1990
- The Story So Far, 1998
- En Espanol, 1999
- Live at Club Ska, 2002